# Кодайра
Кодайра е град в префектура Токио, Япония. Населението му е 194 757 жители (по приблизителна оценка от октомври 2018 г.), а площта му e 20,46 km². Намира се в часова зона UTC+9. Основан е през 1962 г. Градът разполага с няколко жп гари.